# آلفرد یعقوب‌زاده
آلفرد یعقوب‌زاده (زادهٔ ۱۳۳۷) عکاس اهل ایران و ساکن فرانسه است. وی در گفتگویی با روزنامه شرق عکاسی خود را مدیون انقلاب ۱۳۵۷ دانسته‌ است. عکاسی جنگ ایران و عراق و همکاری با خبرگزاری آسوشیتد پرس، گاما، آژانس عکس سیگما، سیپاپرس و عکاس اختصاصی مجله نیوزویک از سال ۱۹۸۳ تا ۱۹۸۵ میلادی در لبنان از جمله فعالیت‌های اولیهٔ وی در عکاسی هستند.
یعقوب‌زاده از بحران‌های داخلی سومالی، افغانستان، ازبکستان، تاجیکستان، کوبا، هند، ترکیه، روسیه، عراق، چین، چچن، سری‌لانکا، آمریکا و… لحظات تاریخی را ثبت کرده‌ و بارها دچار جراحت جنگی شده است.

## آغاز زندگی
یعقوب‌زاده در سال ۱۳۳۷ در یک خانوادهٔ فرهنگی از پدری ارمنی و مادری آشوری در تهران زاده شد. او با آغاز انقلاب ۱۳۵۷ تحصیل در رشتهٔ طراحی داخلی را رها کرد و وارد کار عکاسی شد.

## زندگی حرفه‌ای

### آغاز
با شکل‌گیری انقلاب اسلامی ایران در سال ۵۷ وی تحصیل در رشته طراحی داخلی را رها کرد و وارد دنیای عکاسی شد. کار بعدی او عکاسی از حمله به سفارت آمریکا در بهمن ۱۳۵۷ و آبان ۱۳۵۸ بود. پس از آن به عکاسی از اعتراضات انقلاب فرهنگی ایران، صادق خلخالی، و سید اسدالله لاجوردی در زندان اوین پرداخت. با آغاز جنگ ایران و عراق برای ۳ سال به جبهه رفت و در گروه جنگ‌های نامنظم مصطفی چمران حضور داشت و برای رسانه‌های داخلی و خارجی عکاسی کرد. از جمله عکاسی از ابوالحسن بنی‌صدر در جبهه بود.

### خارج از ایران
با مرگ مصطفی چمران و از دست دادن پشتوانه خود در ایران تصمیم به ترک کشور گرفت. به همین دلیل برای ۳ ماه به هند رفت و در آنجا از کنفرانس سران کشورهای جنبش عدم تعهد عکس گرفت. پس از آن به فرانسه رفت. اما در آنجا بیکار ماند. بنابراین از سوی آژانس خبری گاما به لبنان فرستاده شد تا به ثبت رویدادهای جنگ داخلی لبنان بپردازد. در سال ۱۹۸۵ حضور در لبنان برای ۵۵ روز از سوی حزب‌الله لبنان به گروگان گرفته شد. پس از آن به پاکستان رفت. در سال ۱۹۸۷ با آغاز انتفاضه اول به فلسطین رفت. یعقوب‌زاده در سال ۱۹۸۸ به افغانستان رفت و از جنگ افغانستان تا سقوط طالبان عکاسی کرد. وی همچنین از عکاسان سقوط دیوار برلین در سال ۱۹۸۹ بود. به دنبال آن برای عکاسی از انقلاب مخملی چکسلواکی به آن کشور رفت. وی ۱۳ سال در میان مبارزان فلسطینی علیهٔ اسرائیل عکاسی کرده ‌است.
آلفرد یعقوب‌زاده در اسفند ۱۳۸۴ در مقابل تهاجم اسرائیلی‌ها به زندان اریحا، توسط مردان مسلح در منطقهٔ خان یونس شهر غزه در فلسطین همراه دو خبرنگار خارجی دیگر به گروگان گرفته شد که پس از مدت کوتاهی آزاد شدند. وی این مجموعه را در کتابی با عنوان «مسیحیت در جهان» منتشر کرده و نمایشگاه این عکس‌ها را در میلان، بوداپست، پرپینن و چند شهر اروپایی برپا کرده ‌است.

### بازگشت به ایران
آلفرد یعقوب‌زاده در اواخر سال ۱۳۸۴ از حمله به سفارت دانمارک در اعتراض به انتشار کاریکاتور محمد عکاسی کرد. کار بعدی او عکاسی از انتخابات ۱۳۸۸ و اعتراضات پس از آن بود.

### خروج دوباره
آلفرد یعقوب‌زاده در سال ۱۳۸۹ به مصر رفت و از انقلاب مردم مصر علیه حسنی مبارک عکس گرفت. او در سال ۱۳۹۴ راهی سوریه و عراق شد تا از جنگ داخلی در این کشورها و حملهٔ دولت اسلامی عراق و شام عکاسی کند. وی از مردم ایزدی در منطقهٔ شنگال در کردستان عراق که مورد تهاجم داعش قرار گرفته ‌بودند و به ویژه زنان ایزدی که توسط نیروهای داعش به اسارت برده ‌شده و مورد تجاوز و هتک حرمت قرار گرفته‌ بودند عکاسی کرد. یعقوب‌زاده همچنین از اسیران داعشی که در اختیار نیروهای کرد بودند نیز عکس تهیه کرد.

## آثار
آثار اولیهٔ یعقوب‌زاده در ایران با عناوین «جنگ ایران و عراق» و «چهره‌های جنگ» به چاپ رسیده‌اند. این کتاب مجموعه عکس‌های سال ۱۳۵۹ و ۱۳۶۰ وی از جنگ ایران و عراق است. در مقدمهٔ این کتاب آمده‌است: «یعقوب‌زاده در سال گذشته بیش از هر عکاسی به جبهه سفر کرده و این صحنه را آلفرد یعقوب‌زاده بسیار آزموده‌است و با اینکه در زمینه‌های دیگر هم عکاسی کرده، ولی به جرأت می‌توان گفت، عکاسی او با جنگ متولد می‌شود، رشد می‌کند و تبلور می‌یابد. در این کتاب او در عمل توانسته چهره‌های مختلف جنگ شامل: حماسه و جوشش قهرمانی‌ها، ایثارها از یک سو و مرگ، ویرانی، آوارگی و هجران‌ها را از سویی دیگر به روالی گزارش گونه و با بیان اینکه در هر دو سوی جنگ زندگی است که جریان دارد، را ارائه دهد».
در فصل‌های نخستین کتاب، عکاس با حضور و همراهی در مأموریت گروه جنگ‌های نامنظم و تأکید بر تحرک و به‌کارگیری محیط به عنوان پس‌زمینهٔ عکس‌ها و استفاده از حالت بچه‌های گروه و فضای خاص جبهه، موفق شده‌است صحنه‌های خاص از جنگ را تصویر کند.
همچنین گزارش‌های تصویری وی از مقاومت مردم فلسطین درمجموعه‌ای با عنوان «صلح موعود» منتشر شده‌‌اند.